# Violine obligat
Violine obligat ist die Bezeichnung für eine Orchesterstimme, die in Stimmsätzen hauptsächlich in der ersten Hälfte des 20. Jahrhunderts als Alternative zur Zweiten Violine angeboten wurde. In den einfachsten Varianten ist sie eine „Nachschlaggeige“, die gelegentlich eine zweite Stimme spielt.
„Obligat“ bedeutet, dass man diese Stimme nicht weglassen kann. Die Violine obligat enthält allerdings nicht die Melodiestimme: In die „Violine obligat“ waren alle wichtigen Elemente der Begleitung oder unentbehrliche Nebenstimmen zur Melodie eingearbeitet, meist unter Verwendung von Doppelgriffen. Die meisten Instrumente außer der Ersten Violine waren entbehrlich, wenn die Violine obligat zum Einsatz kam, ohne dass dem Arrangement etwas Wesentliches fehlte. Vor allem konnte so auf die Bratsche verzichtet werden.
Diese Regel hat Ausnahmen: Oft wird zusätzlich vorausgesetzt, dass der Klavierauszug (meist als Klavier-Direktionstimme) als eine Art Generalbass mitgespielt wird. Notwendige Stimmen, die nicht von der Violine obligat ausgeführt werden können, wurden mit Stichnoten in die Stimmen der Ersten Violine oder Klarinette eingefügt, die im Fall ihres Fehlens gespielt werden sollen.
Somit konnten aus denselben Orchesterstimmen sowohl große Sinfonieorchester als auch kleine Kur- und Salonorchester spielen. Eine typische Kleinstbesetzung setzte sich also etwa aus Klarinette, (Klavier), Erster Violine (Direktion), Violine obligat und Cello oder Kontrabass zusammen. Mit denselben Stimmen konnte man das Stück auch für doppelt besetzte Holz- und Blechbläser mit chorischen Streichern spielen, wobei man dann auf die normale Stimme für die Zweite Violine zurückgriff. Wegen des volleren Klanges bevorzugten manche Dirigenten auch in diesem Fall die Violine obligat.
Viele Musikverlage bieten nach wie vor Stimmensätze mit Violine obligat an. Etwa seit den 1970er-Jahren, als sich auch in der „leichten“ klassischen Musik die Originalbesetzungen durchsetzten, wird die Violine obligat selten verwendet. Durch die Neugründung von Salonorchestern in den letzten Jahren hat die ältere Praxis allerdings wieder an Boden gewonnen.